# 이재주
이재주(李在珠, 1973년 12월 25일 ~ )는 KBO 리그 전  KIA 타이거즈 선수이다. 이국적인 외모에 콧수염까지 기른 이재주는 뛰어난 타격기술 또한 가지고 있어 팬들이 이재주와 메이저 리그 야구선수인 로드리게스를 합성하여 만든 재주리게스라는 별명을 가지고 있으며 선수 활동 중 처음으로 얻은 별명이기도 하다. 그러나 로드리게스와 이재주가 실제로 닮은 것은 아니다.

## 선수 활동

### 태평양 돌핀스
강릉고등학교 졸업 후 1992년 태평양 돌핀스에 포수로 입단하고 나서 팀에서는 대타요원으로 활약하다가 이후 당시 팀내에서 김동기, 장광호와 함께 믿음직한 포수로 자리잡았다.

### 현대 유니콘스
1995년에 방위입대를 한 사이 태평양 돌핀스는 1995년 정규시즌을 끝으로 막을 내리고 태평양 돌핀스의 명맥을 이어가는 현대 유니콘스는 태평양 돌핀스 시절에 방위입대한 58명 선수와 함께 이재주는 1996년 11월 25일에 현대 유니콘스의 보류선수 발표 이틀 후 11월 28일에 연 2천2백만원에 재계약을 하게 되면서, 현대 유니콘스에 제대후에도 계속 잔류하게 된다.

1997년 제대와 함께 팀으로 복귀 후 방위복무로 인해 공백기가 있었기 때문에 이재주는 현대 골수팬들에게도 낯선 존재였으나 복귀 이후 시범경기에 출전하면서 홈런 3개등으로 높은 장타율을 보이며 공격형 포수의 대명사로 떠오르며 당시 시범경기 스타가 되며 그의 이름이 점차 알려지기 시작한다. 이렇게 시범경기에서의 스타가 된 이후 현대 유니콘스는 박경완을 주축으로 장광호와 함께 현대의 백업주축포수로 활동하면서 1999년도에 타율 0.067대로 부진하긴 했으나 이후 2001년 시즌에는 0.228까지 타율을 올렸다.

### KIA 타이거즈
2002년 KIA 타이거즈는 현금 3억원을 주고 이재주를 현대 유니콘스에서 영입해 온다. 이적 후 이재주는 KIA 타이거즈에서 김상훈의 백업포수로 활동하다 2006년부터 지명타자로 주로 출전과 함께 대타 또는 대수비로 자주 출전하였는데 이때 대타로 기회가 주어질 때마다 결정적인 한방을 터뜨려 언론에서는 이재주를 최고의 찬스맨이라고 기사는 낸적이 있다. 이에 대해 이재주는 "나가서 뛸 수 있는 기회가 주어진다면 포수든 1루수든 대타든 주전이든 가리지 않는다"라고 하였다. 이후 이재주는 최고의 대타와 가끔은 든든한 4번타자로 거듭나면서 2008년 그는 자유 계약 선수 자격을 얻었으나, 러브콜을 원하는 팀이 나오지 않아 결국엔 야구계에서 미아신세가 될뻔했다. 결국 KIA 타이거즈에서 이전연봉보다 20% 삭감된 연봉 8,000만원으로 팀에 잔류하게 된다. 팀에 잔류하면서 이전과 같이 지명타자와 대타로 출전하며 대타 전성시대를 계속 이어나가며, 재계약 다음 해인 2009년에는 KBO 리그 사상 대타 홈런이 통산 20개로 가장 많은 선수로 활동 이후 KIA 타이거즈의 2009년 한국시리즈 우승맴버로 활동하였고, 2009년 시즌이 끝나자 이재주는 조범현감독에 의해 팀내에서 이제 필요성이 없다 느껴져 최경환과 함께 2009년 시즌타율 0.194를 기록하고 방출되었다.
방출된 현재 함께 방출된 최경환은 코치로 활동하고 있는 반면에 이재주는 아직까지 자리를 잡을 팀을 찾지 못하고 있으며 그는 불러주는 팀 없으면 "아마 지도자 길 걷고싶어"라고 발언하였다. 이후 넥센 히어로즈와 접촉하여 계약하려 했지만 결국 결렬되었다. 이후 야구계를 완전히 떠나 광주 운암동에 당구장을 운영하고 있다고 한다.

## 통산기록
| 년도   | 팀     | 타율  | 경기 | 타수 | 득점 | 안타 | 2루타 | 3루타 | 홈런 | 루타수 | 타점 | 도루 | 도실 | 볼넷 | 사구 | 삼진 | 병살 | 실책 |
| ------ | ------ | ----- | ---- | ---- | ---- | ---- | ----- | ----- | ---- | ------ | ---- | ---- | ---- | ---- | ---- | ---- | ---- | ---- |
| 1992   | 태평양 | 0.250 | 11   | 12   | 1    | 3    | 0     | 0     | 0    | 3      | 3    | 0    | 0    | 1    | 0    | 3    | 0    | 0    |
| 1993   | 태평양 | 0.267 | 66   | 180  | 16   | 48   | 14    | 0     | 4    | 74     | 17   | 0    | 2    | 17   | 1    | 44   | 3    | 8    |
| 1994   | 태평양 | 0.146 | 23   | 41   | 7    | 6    | 0     | 0     | 2    | 12     | 6    | 0    | 0    | 7    | 2    | 21   | 0    | 0    |
| 1995   | 태평양 | 0.000 | 5    | 4    | 0    | 0    | 0     | 0     | 0    | 0      | 0    | 0    | 0    | 0    | 1    | 0    | 1    | 0    |
| 1997   | 현대   | 0.212 | 37   | 66   | 10   | 14   | 3     | 0     | 7    | 38     | 15   | 0    | 0    | 5    | 0    | 30   | 2    | 1    |
| 1998   | 현대   | 0.194 | 39   | 36   | 2    | 7    | 0     | 0     | 2    | 13     | 5    | 0    | 1    | 9    | 1    | 15   | 0    | 0    |
| 1999   | 현대   | 0.067 | 9    | 15   | 0    | 1    | 0     | 0     | 0    | 1      | 0    | 0    | 0    | 1    | 0    | 4    | 3    | 0    |
| 2000   | 현대   | 0.193 | 76   | 114  | 14   | 22   | 5     | 0     | 3    | 36     | 14   | 0    | 0    | 14   | 3    | 33   | 3    | 0    |
| 2001   | 현대   | 0.228 | 45   | 79   | 9    | 18   | 2     | 2     | 4    | 36     | 16   | 0    | 0    | 6    | 0    | 29   | 1    | 0    |
| 2002   | KIA    | 0.152 | 26   | 33   | 2    | 5    | 0     | 0     | 2    | 11     | 5    | 0    | 0    | 3    | 0    | 16   | 1    | 0    |
| 2003   | KIA    | 0.280 | 103  | 257  | 29   | 72   | 8     | 0     | 11   | 113    | 42   | 1    | 3    | 29   | 1    | 56   | 3    | 0    |
| 2004   | KIA    | 0.256 | 119  | 250  | 34   | 64   | 16    | 1     | 8    | 106    | 39   | 0    | 2    | 40   | 6    | 51   | 9    | 1    |
| 2005   | KIA    | 0.250 | 79   | 124  | 10   | 31   | 8     | 0     | 5    | 54     | 19   | 0    | 1    | 22   | 2    | 32   | 5    | 0    |
| 2006   | KIA    | 0.284 | 115  | 377  | 38   | 107  | 26    | 0     | 13   | 172    | 59   | 1    | 1    | 52   | 2    | 78   | 13   | 1    |
| 2007   | KIA    | 0.259 | 90   | 243  | 19   | 63   | 13    | 0     | 5    | 91     | 36   | 0    | 2    | 34   | 0    | 47   | 9    | 0    |
| 2008   | KIA    | 0.276 | 87   | 261  | 37   | 72   | 15    | 0     | 12   | 123    | 58   | 2    | 1    | 45   | 3    | 49   | 8    | 0    |
| 2009   | KIA    | 0.194 | 51   | 108  | 11   | 21   | 1     | 1     | 4    | 36     | 21   | 0    | 0    | 20   | 4    | 32   | 1    | 0    |
| 17시즌 | 통산   | 0.252 | 981  | 2200 | 239  | 554  | 111   | 4     | 82   | 919    | 355  | 4    | 13   | 306  | 25   | 541  | 61   | 11   |

- 통산 최다 대타홈런(20개)

## 출신 학교
- 1980 ~ 1986 : 노암초등학교
- 1986 ~ 1990 : 경포중학교
- 1989 ~ 1992 : 강릉고등학교